# 15-та бригада транспортної авіації (Україна)
15-та брига́да тра́нспортної авіа́ції імені авіаконстру́ктора Оле́га Анто́нова (15 БрТрА, в/ч А2215) — авіаз'єднання транспортної авіації у складі Повітряних Сил Збройних Сил України. Дислокується у м. Бориспіль Київської області. Належить до частин безпосереднього підпорядкування Командуванню Повітряних Сил.
Бригада носить ім'я Олега Антонова — одного з провідних авіаконструкторів СРСР, і має почесне найменування.

## Історія
В січні 1992 року особовий склад 255-ї окремої змішаної авіаційної ескадрильї склав присягу на вірність Українському народові.
1994 року на базі 255-ї змішаної ескадрильї почав формуватися 1-й окремий транспортний авіаційний полк ЗСУ. 17 лютого 1997 полк разом зі своєю авіабазою став основою 15-ї авіаційної бригади транспортної авіації.
Літаки-розвідники Ан-30Б здійснюють міжнародні спостережні місії, в тому числі до Туреччини, де за договором «Відкрите небо» здійснюють аерофотозйомку. Також відомо про польоти Ан-30Б до Бельгії та США.
У 2008 році офіцери частини практично з нуля відновили дитячу лабораторію авіамоделювання.

### Російсько-українська війна
З весни 2014 року військовослужбовці частини залучаються до виконання завдань участь у подіях війни на сході України.
22 серпня 2018 року Указом Президента України 15-й бригаді транспортної авіації було присвоєне почесне найменування «імені авіаконструктора Олега Антонова».

## Структура
- управління (в тому числі штаб);
- транспортна авіаційна ескадрилья (Ан-24/26);
- транспортна авіаційна ескадрилья «Блакитна стежа» (Ан-30Б);
- вертолітна ескадрилья (Мі-8Т/МТВ, Мі-8МСБ-В);
- батальйон аеродромно-технічного забезпечення;
- батальйон зв'язку та радіотехнічного забезпечення;
- комендатура;
- рота охорони;
- рота матеріального забезпечення;
- ТЕЧ авіаційної та автомобільної техніки;
- група підготовки та регламенту;
- пожежна команда;
- медичний пункт.

## Командири
- 1997—1999: полковник Валерій Терновий
- 1999—2000: полковник Олександр Дейкун
- 2000—2004: генерал-майор Костянтин Шушарін
- з 2004: полковник Дмитро Філатов

## Оснащення
Станом на 2015 рік бригада має літаки Ан-24, Ан-26, Ан-30, Ту-134 і вертольоти Мі-8
В кінці квітня 2021 року 15-а бригада транспортної авіації отримала гелікоптер Мі-8МСБ-В, який пройшов комплексний ремонт та модернізацію на авіапідприємстві ПАТ «Мотор Січ».

## Втрати
6 червня 2014 року над містом Слов'янськ Донецької області з ПЗРК було збито літак-фоторозвідник Ан-30Б (бортовий № 80), який впав північніше Слов'янська, за селом Пришиб. Загинули Дришлюк Павло, Камінський Сергій, Могилко Костянтин, Момот Володимир та Потапенко Олексій Володимирович
- 20 березня 2017 — Руслан Бондар, прапорщик. 38 років. Загинув поблизу Новотроїцького Донецької області.[8]
- 10 листопада 2023 — Клочков Олег Миколайович, солдат.[9]